# Bitva u Trafalgaru
Bitva u Trafalgaru se odehrála 21. října 1805 u jihozápadního atlantického pobřeží Španělska, asi 20 km jižně od Cádizu. Britské válečné loďstvo, vedené viceadmirálem Horatiem Nelsonem, v ní porazilo spojené francouzsko-španělské válečné loďstvo. Nelson sám byl sice ke konci bitvy zabit, ale Velká Británie tímto vítězstvím v jedné z posledních velkých námořních bitev plachetnic v historii potvrdila svou námořní převahu a stala se na další více než jedno století nejsilnější námořní velmocí světa.

## Plán invaze do Velké Británie
Francouzský císař Napoleon Bonaparte si podmanil značnou část kontinentální Evropy. Jeho dalším cílem bylo zničit tradičního soupeře Francie na souši i na moři – Velkou Británii. Vypracoval smělý plán překročit Lamanšský průliv a vylodit se v jižní Anglii. Pokusil se shromáždit své válečné loďstvo v ústí průlivu a početně převýšit britské obránce.
Jeho plán byl ale zmařen úspěšným manévrem britského královského loďstva. Spojená francouzsko-španělská flota byla donucena ukrýt se ve španělském přístavu Cádiz. Napoleon s velkou nevolí musel zrušit přípravu invaze. Obrátil svou velkou armádu na východ a zahájil tažení proti Rakousku.

## Nelsonova bojová taktika
Napoleon přesto vydal rozkaz, aby spojená francouzsko-španělská flotila vplula do Středozemního moře a podpořila jeho tažení proti Rakousku. V té době ale Britové v okolí Cádizu disponovali velmi silnou námořní silou, které velel viceadmirál lord Horatio Nelson.
Tradiční strategie vedení námořní bitvy té doby předpokládala sestavení válečných lodí do dlouhých řad (proto tzv. řadové lodě). Při útoku tak proti sobě stály vždy dvě rovnoběžné řady lodí. Každá loď měla ideálně svého jednoho protivníka a bitva probíhala tak, že lodě na sebe vzájemně pálily jednu dělovou salvu za druhou. Nelson se rozhodl tuto starou tradici zbořit.
Nelson byl nejzkušenější a nejúspěšnější velitel britského královského loďstva té doby. Svým překvapeným námořním kapitánům předložil jinou strategii vedení námořní bitvy – Nelsonův chvat. Ten spočíval ve snaze získat bojovou převahu tím, že se flota zaměří na jediné místo nepřátelské bojové linie a prorazí ji co nejrychleji, jak jen bude možné. Proto Nelson navrhl zaútočit ve dvou kolonách, které se pohybují kolmo k nepřátelské řadě, rychle rozdělit nepřátelské linie na menší části a jednotlivě je zničit. Jedna část měla být zničena polovinou britské floty, zatímco druhá polovina britské floty měla bránit zbytku nepřátelského loďstva zasáhnout do boje. Jeho odvážný plán s důrazem na vymanévrování nepřítele nebyl úplnou novinkou, v několika případech už byl s různým výsledkem proveden, ale přece jen znamenal riziko. Tato – jak se ukázalo úspěšná – taktika ale měla na dlouhou dobu změnit způsob námořního boje.

## Bitva

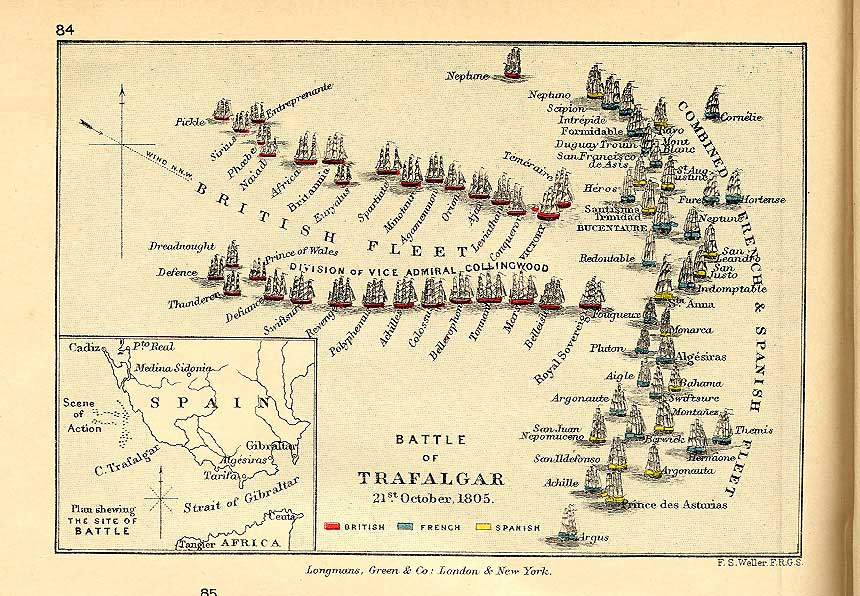
Plán bitvy u Trafalgaru. Růžice vlevo nahoře ukazuje směr větru.

Bitva začala přesně podle plánu. Britové zaútočili ve dvou liniích kolmo na pravé křídlo spojené španělsko-francouzské floty, které velel admirál Pierre Charles Silvestre de Villeneuve. Jedna britská kolona pod velením viceadmirála Couthberta Collingwooda obklíčila zadní část nepřátelské floty a začala ji ničit přesnou palbou. Druhá kolona, které velel Nelson, se rychle probila středem nepřátelské formace, rozdělila ji na dvě části a bránila přední polovině překvapené floty v pomoci napadené druhé polovině. Manévr, který byl použitý se v námořní terminologii nazývá „příčka na T“. Loď na čele kolony se dostane postupně do palebného pole křižujících lodí (Nelsonovy kolony). Protože je boční salva křižujících lodí daleko mohutnější, než čelní palba křižované lodi, je její ohrožení značné. Při vhodných podmínkách je pochopitelně použitelný i na zadní část řady (Collingwoodova kolona). Při přibližování je však situace opačná, takže záleží na rychlosti přiblížení. Britská flota měla vítr v zádech.
Britské ztráty na životech byly velké, 449 mrtvých a dále také 1241 raněných. Z 27 britských válečných lodí ale nebyla žádná ani potopena ani zajata. Naopak ze 33 francouzsko-španělských lodí jich byla během bitvy jedna zničena a 21 lodí bylo zajato. Podle britského podporučíka Badcocka, který se podílel na zteči španělské válečné lodi Santísima Trinidad, byla po masivním ostřelování „její prkna pokryta krví, mozky a kusy těl, na zadní palubě pak byli poskládáni ranění, někteří s ustřelenýma nohama, jiní bez rukou“.

## Nelsonova smrt

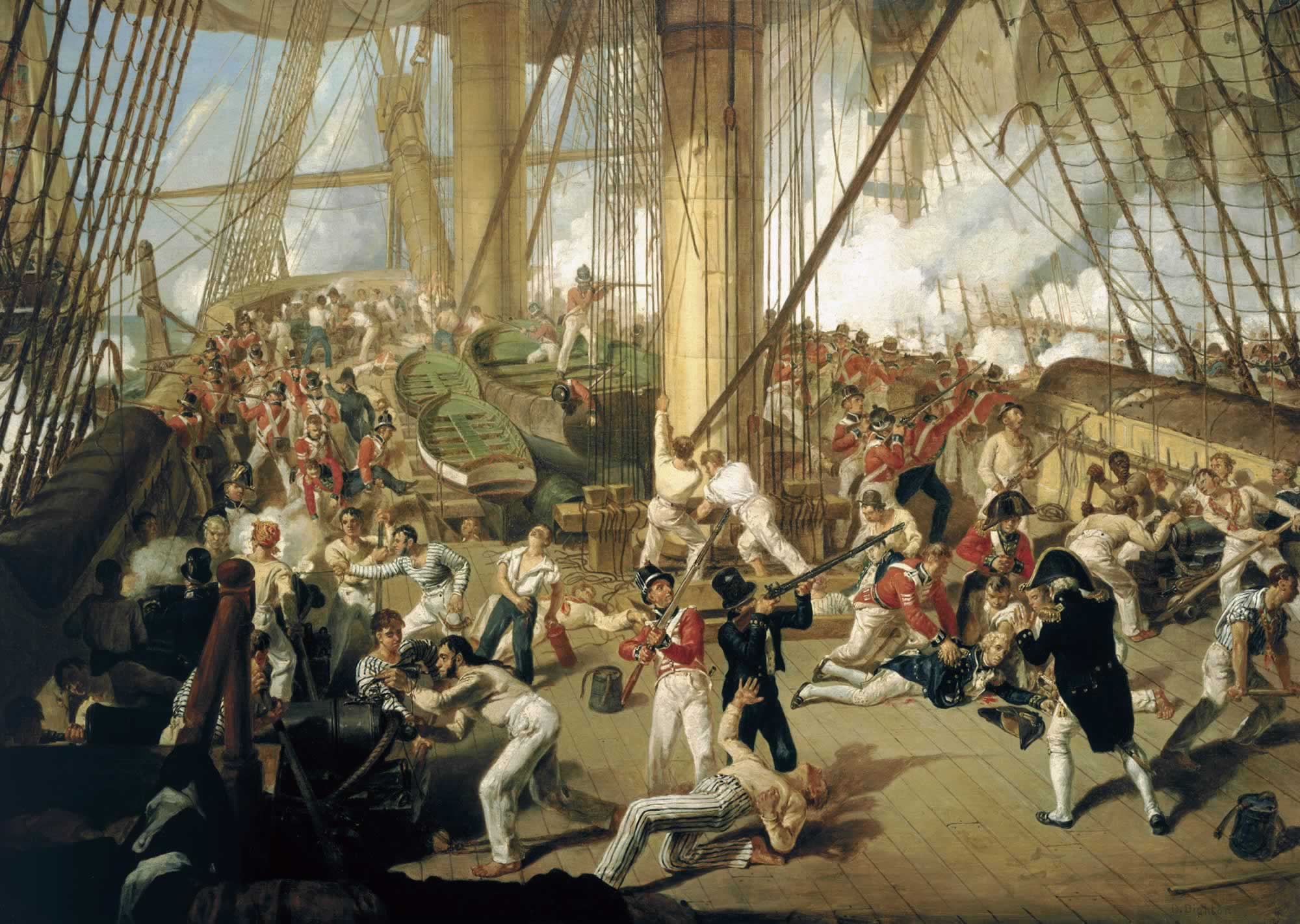
Nelson padl na palubu zasažen odstřelovačem

Nelson velel bojové řadě ze své vlajkové lodi HMS Victory. Loď musela překonat silnou palbu, když se přibližovala k nepřátelské linii z boku a nemohla na mohutnou palbu nijak odpovídat. Po přiblížení se dostala do přímého střetu s menší francouzskou lodí Redoutable, které velel kapitán Jean Lucas. Osudný výstřel vyšel odněkud z lanoví francouzské lodě. Zasáhl Nelsona asi ve 13:15 hod., právě když byl na velitelské palubě s kapitánem Thomasem Hardym. Kulka zasáhla epoletu na Nelsonově levém rameni a prošla do páteře. Nelson upadl na obličej na palubu, která byla ještě potřísněna krví jeho tajemníka. Těžce zraněný viceadmirál byl přenesen do kajuty hluboko v podpalubí. Svým kapesníkem si zakryl obličej a hodnostní označení, aby ho posádka nepoznala. Před svou smrtí se ještě dozvěděl, že bitva skončila vítězstvím jeho floty. Těsně předtím, než v 16:30 zemřel, pronesl slavná slova: „Polib mě, Hardy.“

## Význam bitvy
Význam bitvy lze chápat dvojím způsobem: Původním smyslem bitvy bylo zabránit Napoleonovi v útoku na Británii. Vítězstvím královského loďstva byl tento záměr zmařen. Od této chvíle se koloniální svět změnil.
Bitva u Trafalgaru byla poslední velkou bitvou plachetnic a do té doby nejdůležitějším vítězstvím v historii britského královského loďstva. V Londýně připomíná toto vítězství Trafalgarské náměstí s pomníkem admirála Nelsona. Velcí lvi, kteří leží u paty vysokého sloupu památníku, jsou prý odliti z ukořistěných francouzských a španělských děl.